# Huon Aquaculture
Huon Aquaculture — предприятие аквакультуры и пищевой промышленности, расположенное на Тасмании. Основанная в 1986 году, компания Huon стала вторым по величине производителем лосося в штате после Tassal, в ней работает 487 тасманийцев и ежегодно производится 25 000 тонн лососины.
Huon управляет рыбными загонами в заливе Сторм, у острова Бруни, гавани Маккуори, недалеко от Страхана, и в заливе Хидэуэй, недалеко от Дувра, на предприятии по переработке, упаковке и переработке рыбы в Парраматта-Крик, Тасмания.
В 2020 году компания была признана виновной в нанесении ущерба окружающей среде своей деятельностью в Whale Point и оштрафована на 40 000 долларов.
В 2021 году Huon Aquaculture была куплена бразильской компанией JBS S.A.